# Свенска серієн з хокею 1938—1939
 Свенска серієн: 1938—1939 — 4-й сезон у «Свенска серієн», що була на той час найвищою за рівнем клубною лігою у шведському хокеї з шайбою.
У чемпіонаті взяли участь 8 клубів. Турнір проходив у одне коло через складні погодні умови і сувору зиму.
Переможцем змагань став клуб «Гаммарбю» ІФ (Стокгольм).

## Турнірна таблиця
|   | Команда                    | І | В | Н | П | Ш       | О  |
| - | -------------------------- | - | - | - | - | ------- | -- |
| 1 | «Гаммарбю» ІФ (Стокгольм)  | 7 | 7 | 0 | 0 | 20 - 3  | 14 |
| 2 | ІК «Йота» (Стокгольм)      | 7 | 4 | 2 | 1 | 9 - 9   | 8  |
| 3 | «Карлбергс» БК (Стокгольм) | 7 | 4 | 1 | 2 | 14 - 9  | 9  |
| 4 | АІК Стокгольм              | 7 | 4 | 0 | 3 | 19 - 10 | 9  |
| 5 | Седертельє ІФ              | 7 | 3 | 0 | 4 | 11 - 12 | 6  |
| 6 | ІК «Стуре» (Стокгольм)     | 7 | 2 | 0 | 5 | 6 - 14  | 4  |
| 7 | Нака СК                    | 7 | 1 | 1 | 5 | 9 - 23  | 3  |
| 8 | Седертельє СК              | 7 | 0 | 2 | 5 | 7 - 15  | 2  |